# German Open 1967
Die German Open 1967 im Badminton (auch Internationale Meisterschaften von Deutschland genannt) fanden vom 3. bis zum 5. März 1967 in der Jahrhunderthalle in Frankfurt-Höchst statt. Es war die 13. Auflage des Turniers. 

## Sieger und Platzierte
| Disziplin    | Gold                             | Silber                           | Bronze                              |
| ------------ | -------------------------------- | -------------------------------- | ----------------------------------- |
| Herreneinzel | Erland Kops                      | Wolfgang Bochow                  | Alan Parsons                        |
| Herreneinzel | Erland Kops                      | Wolfgang Bochow                  | Sture Johnsson                      |
| Dameneinzel  | Eva Twedberg                     | Ulla Strand                      | Angela Bairstow                     |
| Dameneinzel  | Eva Twedberg                     | Ulla Strand                      | Irmgard Latz                        |
| Herrendoppel | Wolfgang Bochow Friedhelm Wulff  | Per Walsøe Erland Kops           | Roger Mills David Horton            |
| Herrendoppel | Wolfgang Bochow Friedhelm Wulff  | Per Walsøe Erland Kops           | Alan Parsons William Kerr           |
| Damendoppel  | Irmgard Latz Marieluise Wackerow | Lizbeth von Barnekow Ulla Strand | Susan Pound Margaret Boxall         |
| Damendoppel  | Irmgard Latz Marieluise Wackerow | Lizbeth von Barnekow Ulla Strand | Gerda Schumacher Eva Twedberg       |
| Mixed        | Per Walsøe Ulla Strand           | Tony Jordan Angela Bairstow      | Wolfgang Bochow Marieluise Wackerow |
| Mixed        | Per Walsøe Ulla Strand           | Tony Jordan Angela Bairstow      | Friedhelm Wulff Irmgard Latz        |

## Finalergebnisse
| Disziplin    | Sieger                           | Finalist                         | Ergebnis          |
| ------------ | -------------------------------- | -------------------------------- | ----------------- |
| Herreneinzel | Erland Kops                      | Wolfgang Bochow                  | 17-14, 15-10      |
| Dameneinzel  | Eva Twedberg                     | Ulla Strand                      | 11-2, 11-6        |
| Herrendoppel | Wolfgang Bochow Friedhelm Wulff  | Per Walsøe Erland Kops           | 15-9, 9-15, 15-0  |
| Damendoppel  | Irmgard Latz Marieluise Wackerow | Lizbeth von Barnekow Ulla Strand | 18-14, 9-15, 15-9 |
| Mixed        | Per Walsøe Ulla Strand           | Tony Jordan Angela Bairstow      | 15-8, 15-8        |